# E-Prix di Putrajaya 2015
L'E-Prix di Putrajaya 2015 è stata la seconda gara del secondo campionato di Formula E, disputata sul circuito di Putrajaya. La gara è stata vinta da Lucas Di Grassi del team ABT.

## Prima della gara

### Trulli manca nuovamente la partenza
Come accaduto 2 settimane prima a Pechino, Trulli non riesce a prendere parte alla gara, dato che le 2 Motomatica non hanno superato le verifiche tecniche.

### Piloti
Salvador Durán, poco convinto dei motori Motomatica JT-01, abbandona il Team Trulli, costringendo lo stesso Jarno a tornare al volante.

### Fanboost
Il Fanboost è stato vinto da Nelson Piquet Jr., Oliver Turvey e Nick Heidfeld.

## Risultati

### Qualifiche
Nella sessione di qualifiche si è avuta la seguente situazione (con il tempo della pole position di oltre 1,5" più rapido di quello dell'anno precedente):
| Pos. | Nº | Pilota                 | Squadra                   | Q1       | Superpole | Griglia |
| ---- | -- | ---------------------- | ------------------------- | -------- | --------- | ------- |
| 1    | 9  | Sébastien Buemi        | Renault e.Dams            | 1:19.821 | 1:20.196  | 1       |
| 2    | 4  | Stéphane Sarrazin      | Venturi                   | 1:20.213 | 1:20.639  | 2       |
| 3    | 6  | Loïc Duval             | Dragon Racing             | 1:20.251 | 1:20.886  | 3       |
| 4    | 55 | António Félix da Costa | Team Aguri                | 1:20.414 | 1:20.975  | 4       |
| 5    | 8  | Nicolas Prost          | Renault e.Dams            | 1:20.401 | 1:21.786  | 5       |
| 6    | 11 | Lucas Di Grassi        | ABT Schaeffler Audi Sport | 1:20.449 |           | 6       |
| 7    | 7  | Jérôme d'Ambrosio      | Dragon Racing             | 1:20.496 |           | 7       |
| 8    | 27 | Robin Frijns           | Andretti                  | 1:20.546 |           | 8       |
| 9    | 21 | Bruno Senna            | Mahindra Racing           | 1:20.616 |           | 9       |
| 10   | 66 | Daniel Abt             | ABT Schaeffler Audi Sport | 1:20.679 |           | 10      |
| 11   | 23 | Nick Heidfeld          | Mahindra Racing           | 1:20.727 |           | 11      |
| 12   | 12 | Jacques Villeneuve     | Venturi                   | 1:20.754 |           | 12      |
| 13   | 25 | Jean-Éric Vergne       | DS Virgin Racing          | 1:20.820 |           | 13      |
| 14   | 2  | Sam Bird               | DS Virgin Racing          | 1:20.905 |           | 14      |
| 15   | 77 | Nathanaël Berthon      | Team Aguri                | 1:21.270 |           | 15      |
| 16   | 1  | Nelson Piquet Jr.      | NEXTEV TCR                | 1:21.559 |           | 16      |
| 17   | 88 | Oliver Turvey          | NEXTEV TCR                | 1:21.611 |           | 17      |
| 18   | 28 | Simona de Silvestro    | Andretti                  | 1:21.958 |           | 18      |

### Gara
Al termine di una gara ricca di imprevisti e colpi di scena la situazione è risultata essere la seguente:
| Pos. | Nº | Pilota                 | Squadra                   | Giri | Tempo/Ritiro | Griglia | Punti |
| ---- | -- | ---------------------- | ------------------------- | ---- | ------------ | ------- | ----- |
| 1    | 11 | Lucas Di Grassi        | ABT Schaeffler Audi Sport | 33   | 50:17.449    | 6       | 25    |
| 2    | 2  | Sam Bird               | DS Virgin Racing          | 33   | +13.884      | 14      | 18    |
| 3    | 27 | Robin Frijns           | Andretti                  | 33   | +29.776      | 8       | 15    |
| 4    | 4  | Stéphane Sarrazin      | Venturi                   | 33   | +32.628      | 2       | 12    |
| 5    | 21 | Bruno Senna            | Mahindra Racing           | 33   | +34.404      | 9       | 10    |
| 6    | 55 | António Félix da Costa | Team Aguri                | 33   | +36.925      | 4       | 8     |
| 7    | 66 | Daniel Abt             | ABT Schaeffler Audi Sport | 33   | +37.283      | 10      | 6     |
| 8    | 1  | Nelson Piquet Jr.      | NEXTEV TCR                | 33   | +40.623      | 16      | 4     |
| 9    | 23 | Nick Heidfeld          | Mahindra Racing           | 33   | +52.904      | 11      | 2     |
| 10   | 8  | Nicolas Prost          | Renault e.Dams            | 33   | +53.695      | 5       | 1     |
| 11   | 12 | Jacques Villeneuve     | Venturi                   | 33   | +58.698      | 12      |       |
| 12   | 9  | Sébastien Buemi        | Renault e.Dams            | 33   | +1:07.728    | 1       | 5     |
| 13   | 28 | Simona de Silvestro    | Andretti                  | 33   | +1:24.464    | 18      |       |
| 14   | 7  | Jérôme d'Ambrosio      | Dragon Racing             | 32   | Incidente    | 7       |       |
| 15   | 77 | Nathanaël Berthon      | Team Aguri                | 32   | +1 giro      | 15      |       |
| 16   | 6  | Loïc Duval             | Dragon Racing             | 29   | Motore       | 3       |       |
| Rit  | 88 | Oliver Turvey          | NEXTEV TCR                | 4    | Incidente    | 17      |       |
| Rit  | 25 | Jean-Éric Vergne       | DS Virgin Racing          | 0    | Collisione   | 13      |       |

## Classifiche

### Piloti
| Pos. | Pilota          | Squadra                   | Punti |
| ---- | --------------- | ------------------------- | ----- |
| 1    | Lucas Di Grassi | ABT Schaeffler Audi Sport | 43    |
| 2    | Sébastien Buemi | Renault e.Dams            | 35    |
| 3    | Sam Bird        | DS Virgin Racing          | 24    |
| 4    | Nick Heidfeld   | Mahindra Racing           | 17    |
| 5    | Robin Frijns    | Andretti                  | 16    |

### Squadre
| Pos. | Squadra                   | Punti |
| ---- | ------------------------- | ----- |
| 1    | ABT Schaeffler Audi Sport | 49    |
| 2    | Renault e.Dams            | 36    |
| 3    | Mahindra Racing           | 27    |
| 4    | DS Virgin Racing          | 25    |
| 5    | Dragon Racing             | 22    |